# الرابطة السريانية
الرابطة السريانية (بالسريانية: ܐܣܪܬܐ ܣܘܪܝܝܬܐ)‏ هي حركة سياسية غير حزبية تسعى لتمثيل السريان في لبنان وتوطيد علاقتهم مع السريان المتواجدين في دول أخرى.
تأسست الرابطة سنة 1975 وتعقب على قيادتها أربعة رؤساء آخرهم حبيب أفرام، وهي كذلك عضو في اتحاد الرابطات اللبنانية المسيحي وعضو مؤسس في الاتحاد السرياني العالمي.